# Богатырёв, Василий Васильевич (государственный деятель)
Васи́лий Васи́льевич Богатырёв (27 марта (8 апреля) 1899, Бежица — 21 апреля 1968, Москва) — советский государственный и хозяйственный деятель.

## Образование
- 1934 год — окончил Промышленную академию по специальности инженер-энергетик.

## Биография
- 1912—1918 — работал токарем на Брянском металлургическом заводе.
- 1918—1922 — служба в РККА на Восточном фронте, где прошёл путь от красноармейца до комиссара полка.
- 1922—1925 — секретарь Жиздринского уездного комитета РКП(б) Брянской губернии.
- 1925—1928 — председатель Брянского губплана.
- 1928—1929 — начальник Государственного управления по постройке Брянской районной электростанции.
- 1929—1930 — уполномоченный по управлению и эксплуатации скустованных сетями и подстанциями электростанциями Брянского района.
- 1934—1938 — начальник планово-производственного отдела, управляющий Фрунзенским районным строительным трестом Моссовета.
- 1938—1939 — начальник строительства Сталиногорской ГРЭС.
- 1939—1940 — в наркомате электростанций и электропромышленности СССР: начальник Главного управления по строительству тепловых станций и сетей, заместитель наркома.
- 1940—1941 — нарком электропромышленности СССР.
- 1941—1942 — начальник строительства Фрунзенской ТЭЦ, Москва.
- февраль—май 1942 — начальник отдела восстановления электростанций и электросетей наркомата электростанций СССР.
- 1942—1943 — управляющий трестом «Центроэнергострой».
- 1943—1945 — начальник строительства Сталиногорской ГРЭС.
- 1945—1947 — заместитель начальника Главприволжстроя, начальник управления капитального строительства наркомата электростанций СССР.
- 1947—1949 — начальник Главного управления по строительству и восстановлению юга страны Министерства строительства предприятий тяжёлой индустрии СССР.
- 1949—1952 — советник Министерства тяжёлой промышленности правительства Северо-Восточного Китая.
- 1952—1954 — инженер треста «Строитель», Москва.
- 1954—1955 — заместитель главного инженера треста Мосстрой № 7.
- С марта 1958 года персональный пенсионер союзного значения.

Урна с прахом захоронена в колумбарии Новодевичьего кладбища.

## Награды
- орден Ленина (21.04.1939)